# Sue Carol
Sue Carol (30 de octubre de 1906 – 4 de febrero de 1982) fue una actriz cinematográfica estadounidense.

## Primeros años y carrera
Su verdadero nombre era Evelyn Lederer, y nació en Chicago, Illinois. Sus padres fueron Caroline, una inmigrante judía alemana, y Samuel Lederer, un inmigrante judío de Austria. Elegida una de las WAMPAS Baby Stars de 1928, trabajó como actriz en el cine durante 11 años (de 1927 a 1937), y posteriormente se dedicó al trabajo de agente artística, con una agencia propia, la Sue Carol Agency.
Entre las películas en las que actuó destacan Fox Movietone Follies of 1929 y Girls Gone Wild (1929). Sus filmes se hicieron en asociación con el productor Cecil B. DeMille y con MGM. 
Por su contribución a la industria cinematográfica, Sue Carol tiene una estrella en el Paseo de la Fama de Hollywood, en el 1639 N. de Vine Street.

## Vida personal
En julio de 1929 Carol se prometió con el actor Nick Stuart, con quien se casó en secreto en noviembre y tendrían una hija, Carol Lee. A principios de ese mismo año se había divorciado de Allen H. Keefer. En 1942 se casó con el actor Alan Ladd, con quien tuvo un hijo y una hija, David y Alana, y de quien fue también mánager hasta la muerte de él en 1964.
Sue Carol falleció en 1982 en Los Ángeles, California, a causa de un infarto agudo de miocardio y está enterrada junto a Alan Ladd en el cementerio Forest Lawn Memorial Park, en Glendale, California.